# La Puerta, Guanajuato
La Puerta är en ort i Mexiko.   Den ligger i kommunen San Miguel de Allende och delstaten Guanajuato, i den centrala delen av landet, 230 km nordväst om huvudstaden Mexico City. La Puerta ligger 2 093 meter över havet och antalet invånare är 133.
Terrängen runt La Puerta är platt åt nordväst, men åt sydost är den kuperad. Runt La Puerta är det ganska tätbefolkat, med 124 invånare per kvadratkilometer. Närmaste större samhälle är San José Iturbide, 15,7 km öster om La Puerta. Trakten runt La Puerta består i huvudsak av gräsmarker.